# 臭港
臭港（英語：Stinky Harbour、Chau Kong），是对香港的一負面称呼，最初見於1960年代。

## 亂拋垃圾
香港在1960年代，香港的環境衛生情況欠佳，在1964年12月1日的市政局週年會議上，議員就公共衛生問題進行討論，指出如果任由亂掉垃圾等情況持續下去，香港便會成為「臭港」了，到1970年代港府大力推行清潔香港運動在各區廣設垃圾桶提升環境衛生。

## 六七暴動
在1967年香港六七暴動期間，香港左派發動罷工、罷市及炸彈襲擊，企圖以癱瘓香港經濟的手段達致其「鬥垮港英」的目的，香港的左派報章形容當時的左派工人在鬥委會高舉「毛澤東思想」的領導下「把香港變成『臭港』、『死港』」。

## 陆港矛盾
「臭港」一詞近年亦多指香港的负面情况。如游客在港购物惨死，香港冒牌导游等情况。
臭港说法也常用于中國内地人攻擊香港，如2012年，孔庆东曾大骂香港人，其中提到“臭港”。然而，部份香港人則持相反觀點。他們認為香港之所以變成大陸人口中的「臭港」全都是拜中國大陸當局的「賞賜」所致。另外大陸旅客的各種不文明行為，如：亂扔垃圾、隨地吐痰和大小便等也助長了香港變成所謂的「臭港」。